# 螠虫目

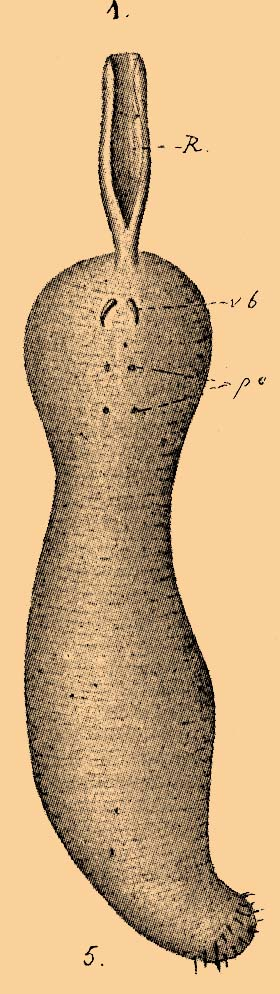

螠虫目（学名：Echiuroidea），亦作螠目，舊作螠虫动物門或螠虫动物綱（Echiura），是动物界环节动物门的一类海生底栖动物，主要生活在浅海的泥沙中、岩石缝中以及珊瑚礁或贝壳中穴居，也有在深海生活的物種。
螠虫动物原來是環節動物門的一個綱，還有學者將其視作獨立的一門，但支序分類學的研究發現其應該放在多毛綱之下，只是在演化過程中體節消失了。螠蟲類現時是多毛綱下的一個亞綱，只有螠虫目一個目，已描述的物種超過230種。
螠虫的身体被隔膜分为口前叶和躯干两部分。躯干袋状，通常比口前叶短。有封闭的血管系统，但其中不含呼吸色素。躯干的肌肉分8层，环形，纵形和斜肌。体内有很长的肠道，有副肠，开口于共泄腔。有一个或两个后肾，在躯干前部。通过肛管排泄。雌雄异体。咽环，腹丛，以及由此环形分枝到背部的神经组成其神经系统。
雄性体型极小，生活在雌性身上。雄性会把精子排到雌性的肾管中。受精后的形成的幼虫生活在水中。其性别通过环境刺激决定。
螠蟲的物種很難被化石化，其現存最早的化石紀錄只去到上石炭世；但牠們生活的棲管卻在沉積層中被保留下來。在寒武紀的沉積層有發現U形的棲管化石，這些棲管化石很可能是由螠蟲留下的。

## 分類
螠虫类动物与环节动物的体壁结构相似，其与环节动物有亲缘关系，两者都有由β几丁质构成的刚毛。一般认为螠虫类是来自早期的祖先多毛类，或是在出现分节之后再分出螠虫类动物这一支。因此有学者将螠虫类动物纳入到环节动物门下的一个附纲。
原來螠蟲動物綱之下的兩個目被降為螠蟲目之下的亞目，其他不變。根據手冊，這兩個亞目的成員分類乃基於Stephen & Edmonds (1972)的分類為基礎。詳細分別如下：
- Bonelliida亞目
  - Family Bonelliidae
  - Family Thalassematidae
- 螠虫亚目 Echiurida[13]
  - 螠虫科（Echiuridae）
  - 日本螠科（Ikedidae Bock, 1942）
  - 刺螠科（Urechidae Fisher & Macginitie, 1928）

另外，過往有作者把刺螠科歸入无管螠目（Xenopneusta）或異吸目。